# ARC Cartagena (1930)
ARC Cartagena (CF-33) – kolumbijska kanonierka rzeczna z lat 30. XX wieku, jednostka prototypowa swojego typu. Została zwodowana w brytyjskiej stoczni Yarrow Shipbuilders w Glasgow 26 marca 1930 roku, a do służby w Marynarce Kolumbii przyjęto ją w 1931 roku. Okręt, modernizowany podczas II wojny światowej i w latach 60. XX wieku, został skreślony z listy floty w 1987 roku. Jednostka została zachowana w bazie Puerto Leguízamo jako okręt-muzeum.

## Projekt i budowa
„Cartagena” została zamówiona przez Marynarkę Kolumbii na mocy kontraktu ze stocznią Yarrow Shipbuilders 31 sierpnia 1929 roku. Koszt budowy okrętu oszacowano na 195 000 $. Okręt został zwodowany w Glasgow 26 marca 1930 roku.

## Dane taktyczno–techniczne
Okręt był średniej wielkości kanonierką rzeczną o długości całkowitej 41,83 metra (39,62 m między pionami), szerokości 7,16 metra i zanurzeniu 0,84 metra. Kadłub wykonano ze stali galwanizowanej. Wyporność standardowa wynosiła 142 tony. Okręt napędzany był przez dwa silniki średnioprężne Gardner o łącznej mocy 600 koni mechanicznych (KM) przy 290 obr./min. Umieszczone w tunelach dwie śruby pozwalały osiągnąć prędkość 15,5 węzła. Okręt zabierał 24 tony oleju napędowego, co zapewniało zasięg maksymalny 2100 mil morskich przy prędkości 15 węzłów.
Uzbrojenie kanonierki stanowiło pojedyncze działo kal. 76 mm (3 cale) QF EOC N L/40 oraz cztery pojedyncze karabiny maszynowe kal. 7,7 mm.
Maszynownia, nadbudówka i magazyny amunicyjne chronione były pancerzem odpornym na pociski karabinowe.
Załoga okrętu składała się z 12 oficerów, podoficerów i marynarzy.

## Przebieg służby
Przeznaczony do służby rzecznej okręt udał się w transatlantycki rejs do Kolumbii z brytyjską załogą stoczniową, zawijając do Magdaleny po 24-dniowej podróży z zaledwie jednym punktem etapowym w Saint Vincent. Do służby okręt został przyjęty w 1931 roku, pełniąc ją na Amazonce i Putumayo.
W latach 1942–1945 dokonano wzmocnienia uzbrojenia przeciwlotniczego okrętu, montując pojedyncze działko Oerlikon 20 mm Mark 4 L/70. Kolejnej modernizacji uzbrojenia okrętu dokonano w latach 60., montując w miejsce działka 20 mm jedno działko Bofors Mark 3 L/60.
Okręt został wycofany ze służby w 1987 roku. Jednostka została zachowana w położonej nad Putumayo bazie Puerto Leguízamo (0°12′S 74°47′W/-0,203033 -74,777025) jako okręt-muzeum.